# Loitzendorf
Loitzendorf es un municipio situado en el distrito de Straubing-Bogen, en el estado federado de Baviera (Alemania). Tiene una población estimada, a fines de 2021, de 639 habitantes.
Está ubicado al este del estado, en la región de Baja Baviera, cerca de la orilla del río Danubio y de la frontera con Austria y República Checa.